# Faramea liesneri
Faramea liesneri är en måreväxtart som beskrevs av John Duncan Dwyer. Faramea liesneri ingår i släktet Faramea och familjen måreväxter.
Artens utbredningsområde är Panamá. Inga underarter finns listade i Catalogue of Life.